# Salmama II
Salmama II (m. 1339) foi maí (rei) do Império de Canem da dinastia sefaua e governou de 1335 a 1339. Era filho de Abedalá II (r. 1315–1335), a quem sucedeu. Diferente do pai, teve um reinado tumultuado e seria morto em combate em 1339 contra os saôs. Foi sucedido por seu irmão Curi I (r. 1339–1340).